# Rød
Rød is een plaats in de Noorse gemeente Hvaler, fylke Østfold. Rød telt 328 inwoners (2007) en heeft een oppervlakte van 0,25 km².
Rød ligt op het eiland Asmaløy.